# Catha edulis
Catha edulis, qat o khat, de la familia Celastraceae, también conocido como cat, jat, gat, qaad, tschat, mairungi, o miraa (entre muchos otros nombres), es una fanerógama, originaria de zonas tropicales del África oriental.

## Descripción
Es un arbusto o árbol pequeño, que crece unos 5-8 m de alto, con hojas perennes de 5-10 cm × 1-4 cm. Las flores surgen en cortos racimos axilares de 4 a 8 cm de largo, pequeñas y con cinco pétalos blancos. El fruto es una cápsula trivalvada oblonga que contiene de 1 a 3 semillas.

## Principios activos

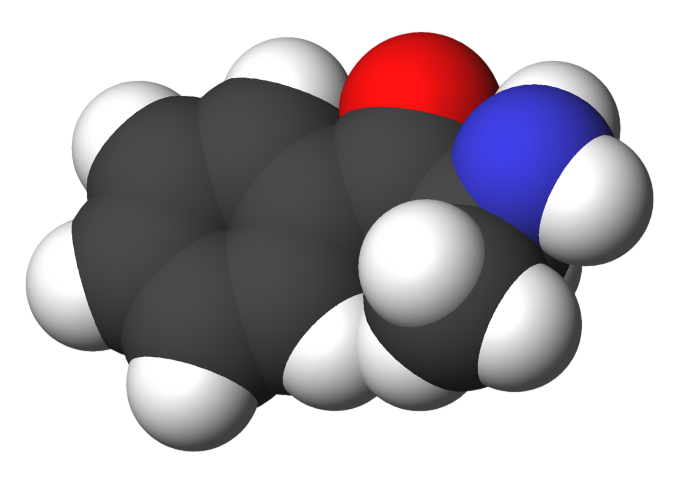
Molécula de catinona.

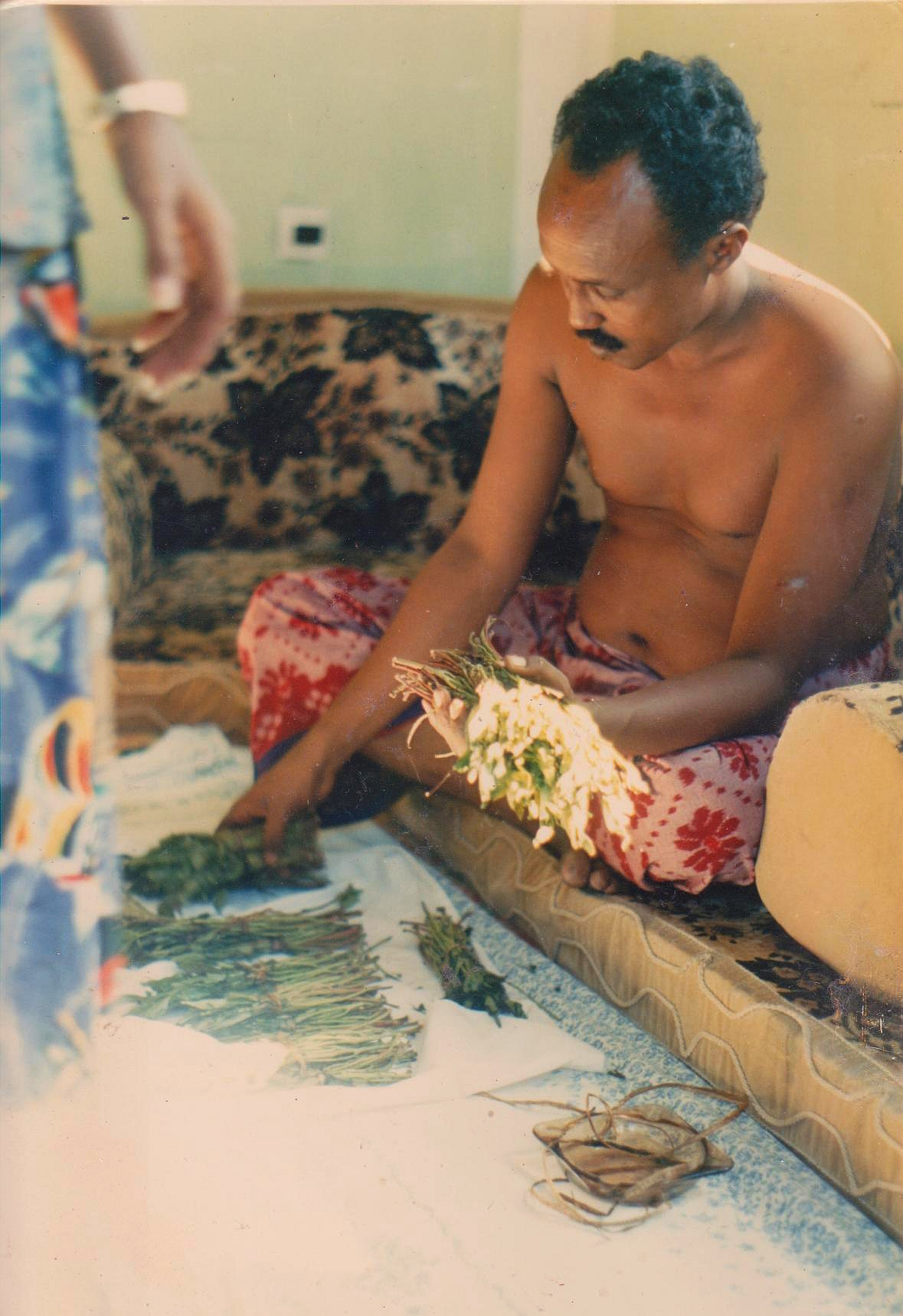
Un hombre somalí prepara qat en Mogadiscio.

El qat es un estimulante vegetal que se masca, usado tradicionalmente en Yemen, Yibuti, Etiopía, Somalia, Kenia, Tanzania y en otros países árabes vecinos del Cuerno de África. Se trata de la planta con las propiedades psicoestimulantes más potentes que se conoce hasta el momento. Sus principios activos son los alcaloides psicotrópicos catina y catinona. Ambas son moléculas psicoestimulantes, derivadas de la fenetilamina, y emparentadas química y funcionalmente con las anfetaminas. En particular, la catinona es la más activa de las dos, y es conocida, además, porque sirve de sustrato para la obtención de una poderosa droga, la metcatinona. Esa síntesis química se realiza de manera relativamente sencilla y a bajo costo, en laboratorios clandestinos distribuidos a lo largo de EE. UU., y su mercado es creciente a causa de la semejanza de la metcatinona con la metanfetamina. Sin embargo, la fuente y precursores para producir este derivado sintético no salen de la planta, sino de los mismos compuestos que se usan para producir metanfetamina, como la efedrina y otros derivados similares.
Los efectos de esta droga son similares a los de otras aminas simpaticomiméticas, produciendo estimulación del Sistema Nervioso Central y sensación de estimulación y euforia a nivel psíquico.
Su precio es bajo en países donde es actualmente legal. En otros lugares puede alcanzar un precio de unos 300 euros por kilogramo, como en los países occidentales, y hasta 600 dólares/kg en Estados Unidos.

## Daño cognitivo

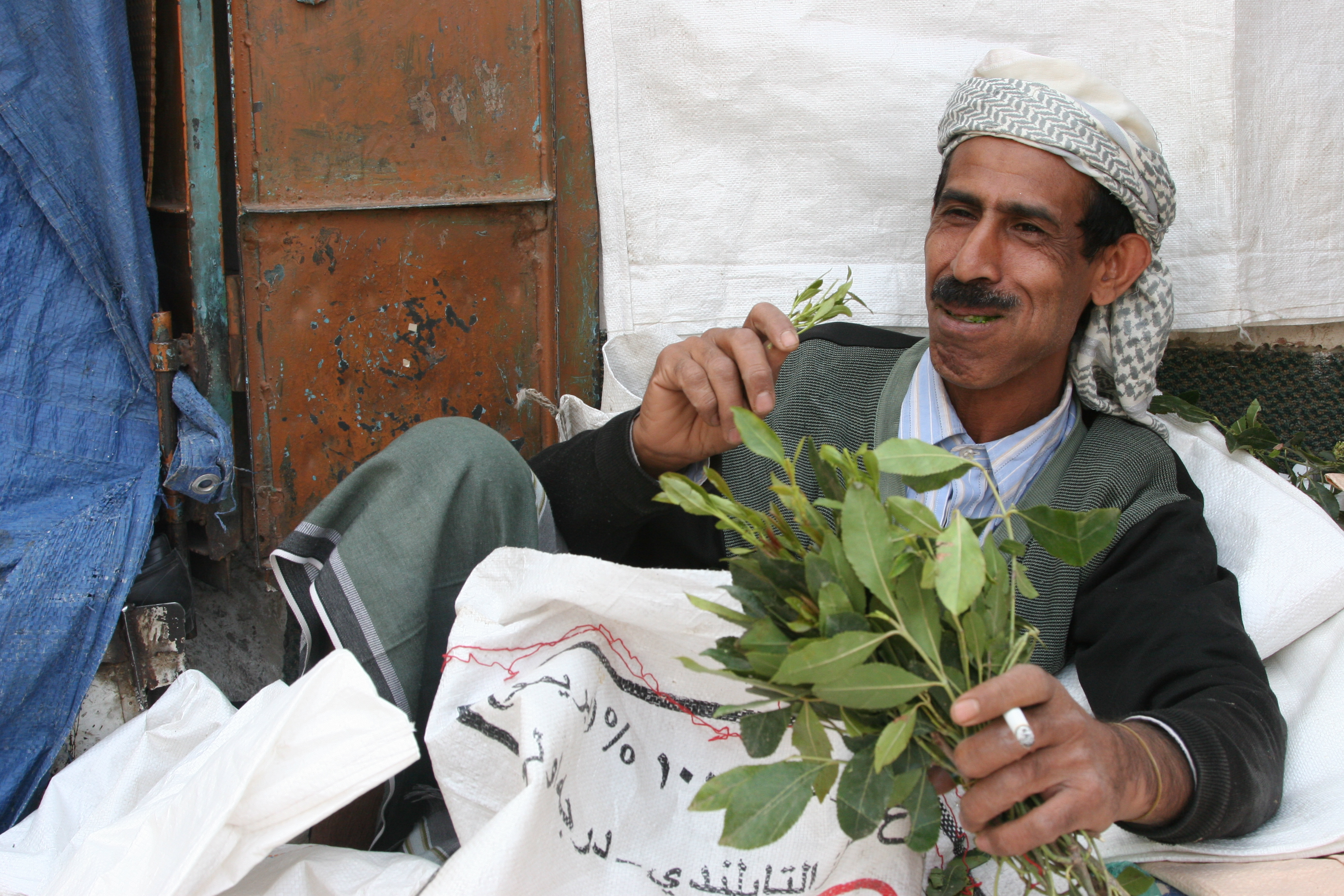
Un hombre masca kjat en Yemen.

El uso de qat ha sido recientemente investigado sobre funciones cognitivas cerebrales, para saber si el consumo regular de esta planta afecta a la habilidad de inhibir respuestas comportamentales, mediante la tarea de stop-signal. Esta tarea requiere que los sujetos reaccionen rápidamente y con exactitud pulsando una tecla como respuesta a la dirección a una flecha verde que apunta hacia la derecha o izquierda. Sin embargo, si la flecha cambia a roja, se ha de inhibir la respuesta y no pulsar la tecla. En comparación con los controles libres de la sustancia, los consumidores de qat ejecutan de forma similar la respuesta de inhibición, aunque necesitan más tiempo para inhibir estas respuestas ante la señal.

## Situación legal

Comparación de los efectos negativos del khat con las otras 20 drogas más usuales. Sin embargo, hay que ser muy cuidadoso a la hora de confiar en estos experimentos científicos que pueden estar grandemente influenciados por intereses personales. En el gráfico además no se indica la dosis administrada de cada sustancia. Gráficos como este muestran una opinión minoritaria en la comunidad científica, y que deben ser contrastados por médicos responsables antes de que cualquier individuo experimente con estas sustancias.

En España la planta se encuentra bajo restricción a venta solo a través de farmacéuticos (sin que exista tal presentación) por la ley que en el año 2006 restringió la venta de cerca de 200 plantas por su presunta toxicidad.
Sin embargo, sí está permitida su tenencia para uso ornamental. De sus principios activos, la catina, el menos activo, está controlado como posible precursor de otras sustancias prohibidas. El otro, la catinona, que es más potente en relación con su peso, se encuentra prohibido desde 1986.
Su estatus legal como planta difiere según los países. En el Reino Unido en el año 2006 se intentó prohibir, por petición de un parlamentario conservador. Se llevaron a cabo estudios sobre la conveniencia de tomar esta medida, y fue decidido, con el consejo de la policía, que se evitase la prohibición ya que su consumo no planteaba ningún problema de salud ni de orden público. Así pues, grandes cantidades de esta planta se enviaban desde sus dos grandes productores, Etiopía y Kenia, varias veces por semana, y era vendida de forma libre en los mercados del entorno africano. Sin embargo el 24 de junio de 2014 se  llevó a cabo su prohibición y se volvió una droga ilegal de clase C.
En el estudio realizado sobre peligrosidad y drogas, en el que se evaluaron las 20 drogas más usadas en el Reino Unido, incluidas todas las legales como barbitúricos, alcohol y tabaco, y las ilegales como cannabis, LSD o MDMA, el qat resultó ser la sustancia de menor peligro de todas las estudiadas, ocupando el último lugar en el estudio.

## Taxonomía
Catha edulis fue descrita por (Vahl) Forssk. ex Endl. y publicado en Flora Aegyptiaco-Arabica 67: 63. 1775.
Sinonimia
- Catha forsskalii A.Rich.
- Catha inermis J.F.Gmel.
- Celastrus edulis Vahl.
- Celastrus tsaad Ferreira & Galeotti ex Walp.
- Dillonia abyssinica Sacleux.
- Methyscophyllum glaucum Eckl. & Zeyh.
- Trigonotheca serrata Hochst.[8]